# María de la Soledad Vicenta de Solís y Lasso de la Vega
María de la Soledad Vicenta de Solís y Lasso de la Vega   (Madrid, 27 d'octubre de 1780 - Tours, 4 de juny de 1840) va ser una noble espanyola, VI duquessa de Montellano.
Va néixer a Madrid el 27 d'octubre de 1780. Va ser l'única filla de l'anterior duc de Montellano, Alonso Alejo de Solís, i de María Andrea Lasso de la Vega, marquesa de Miranda de Auta. Com a hereva dels títols i estats dels seus pares, els va ostenta per dret propi, i, entre d'altres, va ostentar el de princesa de Barbançon i d'Aremberg, duquessa de Montellano i de l'Arco, ambdós títols amb Grandesa d'Espanya de primera classe, marquesa de Miranda d'Auta o comtessa de Saldueña.
El 29 d'octubre de 1799 va casar-se amb Carlos Gutiérrez de los Ríos y Sarmiento, comte de Fernán-Núñez, títol elevat a ducat el 1817. El matrimoni no va ser gaire feliç, atès que Gutiérrez de los Ríos només va casar amb Soledad per complaure la seva mare, que era qui havia donat paraula als ducs de Montellano i de l'Arco del casament dels seus fills. Pocs anys després, el 1803, la parella va ser retratada per Francisco de Goya. En tot cas, la unió va significar també l'aportació de tots els títols, estats i majorats que tenia la Casa de Montellano, tant a Espanya com a Bèlgica, dins la Casa de Fernán-Núñez. La seva hereva va ser la seva neta, María del Pilar Gutiérrez de los Ríos y Osorio, atès que la filla dels ducs, Francisca, va morir abans que ells.
Solís va enviudar el 1822 del duc i es va casar en segones núpcies amb Filiberto Mahí Romoy, i des d'aquell moment va abandonar Espanya i es va instal·lar a França, on va residir la resta de la seva vida, tant a París com al castell que el seu marit tenia a Tours, de fet, va morir en aquesta darrera ciutat el 4 de juny de 1840.